# Monarca de Boano
El monarca de Boano (Symposiachrus boanensis) és un ocell de la família dels monàrquids (Monarchidae).

## Hàbitat i distribució
Habita els boscos de l'illa de Boano, a les Moluques orientals.